# Kragenverwaltung

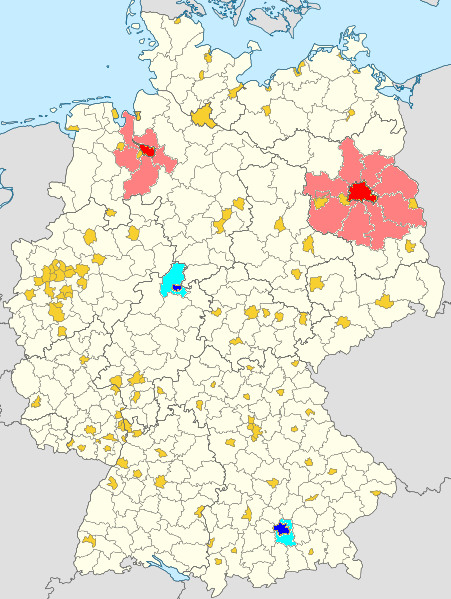
Kragenkreise um München und Kassel (blau); als Gegenmodell Sektoralkreise (rot) um Berlin und Bremen

Als Kragenverwaltung wird eine Verwaltungsgliederung genannt, bei der das Zentrum Sitz der Verwaltungseinheit der Peripherie ist, obwohl es selbst eine eigene Verwaltungseinheit bildet. Der Landkreis umschließt dabei häufig die kreisfreie Stadt ganz oder zu großen Teilen.
Häufigstes Beispiel ist eine kreisfreie Stadt (Stadtkreis), die zugleich Sitz der Verwaltung des sie umgebenden Kreises (Landkreises) ist, ohne ihm anzugehören („Kragenkreis“).

## Beispiele

### Deutschland
In Deutschland existieren 32 Landkreise mit externer Kreisverwaltung.
| Bundesland        | Betroffene Landkreise |
| ----------------- | --------------------- |
| Bayern            | 17                    |
| Rheinland-Pfalz   | 6                     |
| Baden-Württemberg | 6                     |
| Hessen            | 2                     |
| Niedersachsen     | 1                     |

- kreisfreie Stadt Amberg als Sitz des sie umgebenden Landkreises Amberg-Sulzbach
- kreisfreie Stadt Ansbach als Sitz des sie umgebenden Landkreises Ansbach
- kreisfreie Stadt Aschaffenburg als Sitz des sie umgebenden Landkreises Aschaffenburg
- kreisfreie Stadt Augsburg als Sitz des sie umgebenden Landkreises Augsburg
- kreisfreie Stadt Bamberg als Sitz des sie umgebenden Landkreises Bamberg
- kreisfreie Stadt Bayreuth als Sitz des sie umgebenden Landkreises Bayreuth
- kreisfreie Stadt Coburg als Sitz des sie umgebenden Landkreises Coburg
- kreisfreie Stadt Darmstadt als Sitz des sie umgebenden Landkreises Darmstadt-Dieburg
- kreisfreie Stadt Erlangen als Sitz des sie umgebenden Landkreises Erlangen-Höchstadt
- Stadtkreis Freiburg im Breisgau als Sitz des ihn umgebenden Landkreises Breisgau-Hochschwarzwald
- Stadtkreis Heidelberg als Sitz des ihn umgebenden Rhein-Neckar-Kreises
- Stadtkreis Heilbronn als Sitz des ihn umgebenden Landkreises Heilbronn
- kreisfreie Stadt Hof als Sitz des sie umgebenden Landkreises Hof
- kreisfreie Stadt Kaiserslautern als Sitz des sie umgebenden Landkreises Kaiserslautern
- Stadtkreis Karlsruhe als Sitz des ihn umgebenden Landkreises Karlsruhe
- kreisfreie Stadt Kassel als Sitz des sie umgebenden Landkreises Kassel
- kreisfreie Stadt Koblenz als Sitz des sie umgebenden Landkreises Mayen-Koblenz
- kreisfreie Stadt Landau in der Pfalz (ohne ihre Exklave) als Sitz des sie umgebenden Landkreises Südliche Weinstraße
- kreisfreie Stadt Landshut als Sitz des sie umgebenden Landkreises Landshut
- kreisfreie Stadt Ludwigshafen am Rhein als Sitz des sie umgebenden Rhein-Pfalz-Kreises
- kreisfreie Stadt München als Sitz des sie umgebenden Landkreises München
- kreisfreie Stadt Osnabrück als Sitz des sie umgebenden Landkreises Osnabrück
- kreisfreie Stadt Passau als Sitz des sie umgebenden Landkreises Passau
- Stadtkreis Pforzheim als Sitz des ihn umgebenden Enzkreises
- kreisfreie Stadt Pirmasens als Sitz des sie umgebenden Landkreises Südwestpfalz
- kreisfreie Stadt Regensburg als Sitz des sie umgebenden Landkreises Regensburg
- kreisfreie Stadt Rosenheim als Sitz des sie umgebenden Landkreises Rosenheim
- kreisfreie Stadt Schweinfurt als Sitz des sie umgebenden Landkreises Schweinfurt
- kreisfreie Stadt Straubing als Sitz des sie umgebenden Landkreises Straubing-Bogen
- kreisfreie Stadt Trier als Sitz des sie umgebenden Landkreises Trier-Saarburg
- Stadtkreis Ulm als Sitz des ihn umgebenden Alb-Donau-Kreises
- kreisfreie Stadt Würzburg als Sitz des sie umgebenden Landkreises Würzburg

Kragenkreise gab es auch in Nordrhein-Westfalen bis zur Gebietsreform von 1973/75 (Kreise Bielefeld, Herford, Münster, Iserlohn). Der Kreis Aachen war ein Kragenkreis zur Stadt Aachen bis zur Zusammenführung beider Körperschaften in der Städteregion Aachen 2009.

### Österreich
- Freistadt Eisenstadt als Sitz des sie umgebenden Bezirks Eisenstadt-Umgebung
- Statutarstadt Graz als Sitz des sie umgebenden Bezirks Graz-Umgebung
- Statutarstadt Innsbruck als Sitz des sie umgebenden Bezirks Innsbruck-Land
- Statutarstadt Krems an der Donau als Sitz des sie umgebenden Bezirks Krems
- Statutarstadt Klagenfurt am Wörthersee als Sitz des sie umgebenden Bezirks Klagenfurt Land
- Statutarstadt Linz als Sitz der beiden Bezirke Linz-Land und Urfahr-Umgebung
- Statutarstadt St. Pölten als Sitz des sie umgebenden Bezirks St. Pölten
- Statutarstadt Steyr als Sitz des sie umgebenden Bezirks Steyr-Land
- Statutarstadt Villach als Sitz des sie umgebenden Bezirks Villach Land
- Statutarstadt Wels als Sitz des sie umgebenden Bezirks Wels-Land
- Statutarstadt Wiener Neustadt als Sitz des sie umgebenden Bezirks Wiener Neustadt
- historisch: Wien als Regierungssitz für das Bundesland Niederösterreich
- historisch: Statutarstadt Salzburg als Sitz des sie umgebenden Bezirks Salzburg-Umgebung
- historisch:  Wien als Sitz des niederösterreichischen Bezirks Wien-Umgebung

### Übriges Europa
- komitatsfreie Stadt Budapest als Sitz des sie umgebenden Komitats Pest
- countyfreie Stadt Cork als Sitz der sie umgebenden County Cork
- Republik-Stadt Daugavpils als Sitz des sie umgebenden Bezirks Daugavpils
- oblastfreie Stadt Kiew als Sitz der sie umgebenden Oblast Kiew
- regionsfreie Stadt Prag als Sitz der sie umgebenden Mittelböhmischen Region (Středočeský kraj) sowie der Kreisgerichte der zu dieser Region gehörenden Kreise (Okres) Prag-West (Praha-západ) und Prag-Ost (Praha-východ)
- Republik-Stadt Rēzekne als Sitz des sie umgebenden Bezirks Rēzekne
- Stadt Brüssel als Sitz der die Hauptstadtregion Brüssel umgebenden Region Flandern

## Gerichtsbarkeit
In der Gerichtsbarkeit findet sich das Beispiel eines Kragengerichts:
- Landeshauptstadt München als Sitz des Landgerichts München II